# Hermann Euler
Hermann Euler (Aschaffenburg, 14 luglio 1900 – Vogtareuth, 6 gennaio 1970) è stato un pittore tedesco.

## Biografia
Hermann Euler era figlio del direttore del birrificio di Monaco di Baviera Konrad Euler e di sua moglie Meta Hein. Proveniente da una famiglia amante dell'arte, terminata la scuola a Monaco di Baviera ha iniziato a dipingere senza alcuna formazione specifica fino a quando, nel 1919, ha frequentato la scuola di pittura di Moritz Heymann, dove avrebbe incontrato la sua futura moglie, la pittrice Daisy Campi.
Nel 1921 passa all'Accademia delle belle arti di Monaco di Baviera, prima nella classe di Heinrich von Zügel, poi dal 1922 ad Angelo Jank. Completò gli studi con lui nel 1927.
Nel 1925 entra a far parte dell'associazione degli artisti della Secessione di Monaco. I primi viaggi di studio in Norvegia si riveleranno particolarmente formativi per lui e per la sua pittura. La scoperta della rappresentazione espressiva del paesaggio e il suo entusiasmo per Edvard Munch si riflettono nelle sue opere di questo periodo. Dal 1926 viaggia con Daisy Campi, soprattutto in Francia. Dopo il suo ritorno, Euler fonda l'associazione degli artisti di Monaco di Baviera "Generation" con i suoi compagni di scuola, Daisy Campi e amici come Carl Meisenbach.
Nel 1928 si sposa con Daisy Campi e si trasferiscono in uno studio nella Adalbertstraße di Monaco. Successivamente, i due intraprendono un viaggio di nozze di quattro mesi in Francia, Belgio e Paesi Bassi. Nel 1930 nasce il figlio Alexander, due anni dopo gli Euler acquistano la fattoria "Eichbichl am Rinssee" vicino a Rosenheim. Sempre un anno dopo, nel 1934, si trasferisce con la sua famiglia da Monaco di Baviera in campagna. All'inizio, l'agricoltura richiese molto tempo alla giovane coppia di pittori. Nonostante ciò, la pittura continuò ad avere un ruolo fondamentale nelle loro vite; e nel 1935 arrivò l'invito della "Carnegie Foundation New York", che espose alcuni dei dipinti di Hermann Euler in una mostra.
Negli anni '50 viaggiò con Wolf Neitzel a Parigi, poi seguirono lunghi viaggi di studio in Italia, con Marlene Neubauer-Woerner, Erwin von Kreibig e Karl Rössing, e dal 1961 in Jugoslavia, Francia e Spagna.
Hermann Euler morì nel 1970 in seguito di effetti collaterali dovuti a un incidente d'auto avvenuto dieci anni prima.

## Opere

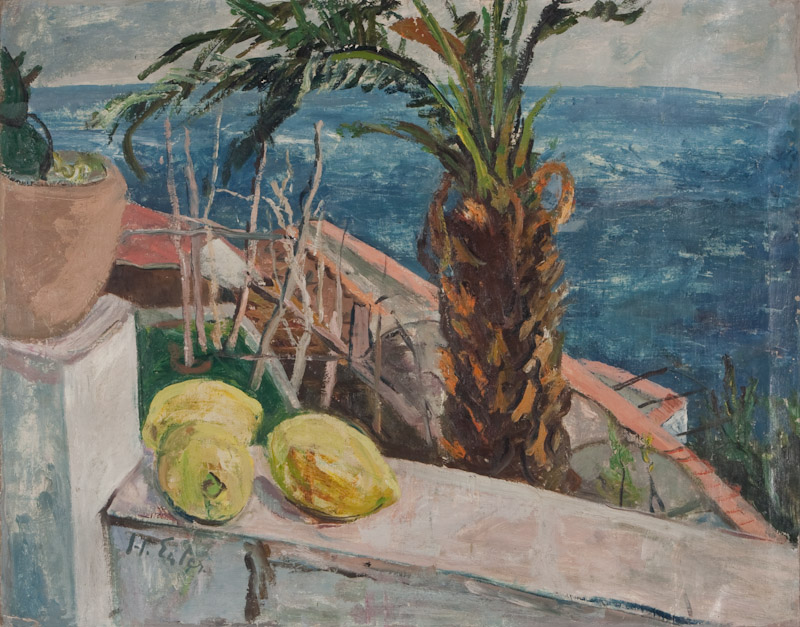
Positano

Hermann Euler aveva trovato la sua Arcadia nella "Eichbichl am Rinssee". La natura incontaminata di questa regione diventerà il fattore determinante per le sue immagini. I suoi protagonisti di scena sono stati presi dall'ambiente più vicino, il giardino recintato della fattoria di fronte alla sua ad esempio.
Anche se il disegno non ha avuto un ruolo decisivo nell'opera del pittore, Euler si è dimostrato un disegnatore sicuro di sé nei suoi dipinti. Ritmo e risolutezza della forma caratterizzano i suoi dipinti. Sembrano incisi sulla tela con violenza. Negli anni successivi viene spesso aggiunta la pennellata nera.

## Galleria d'immagini

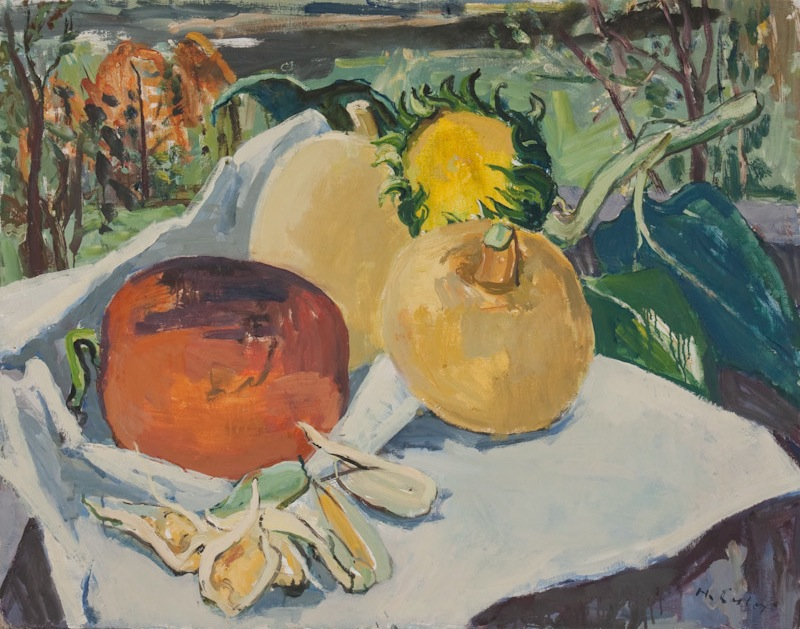
Kürbisse
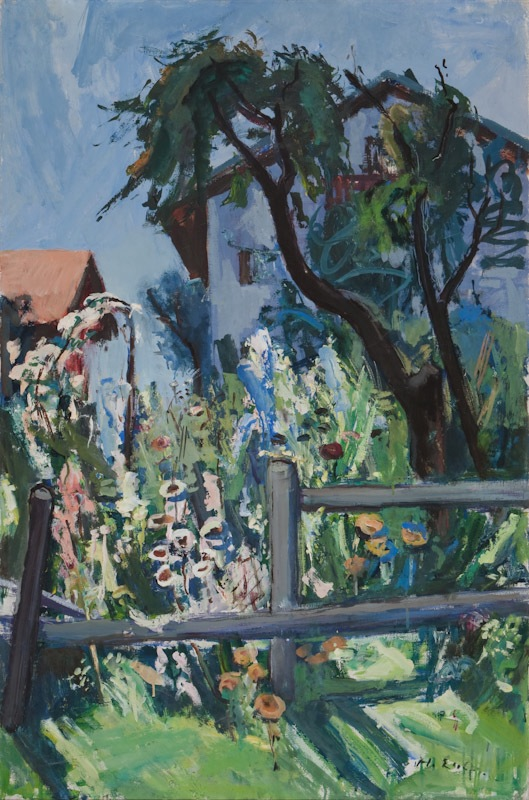
Eichbichl
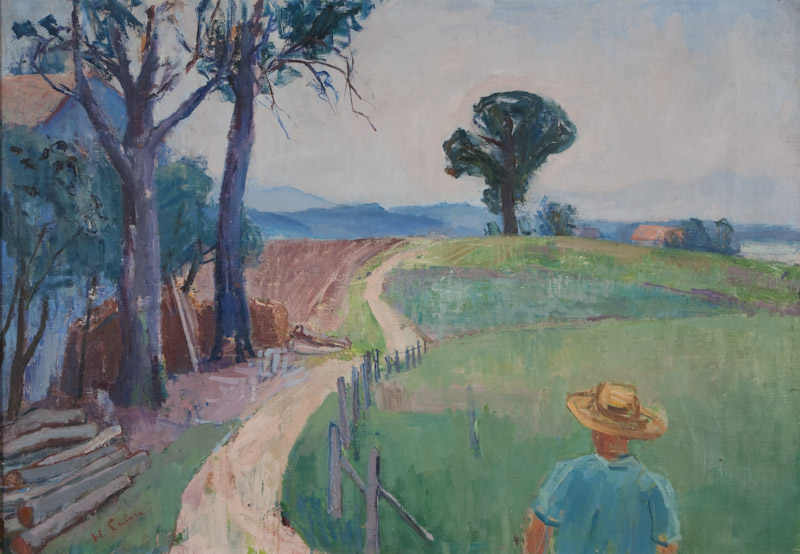
Blick zum Nachbarn
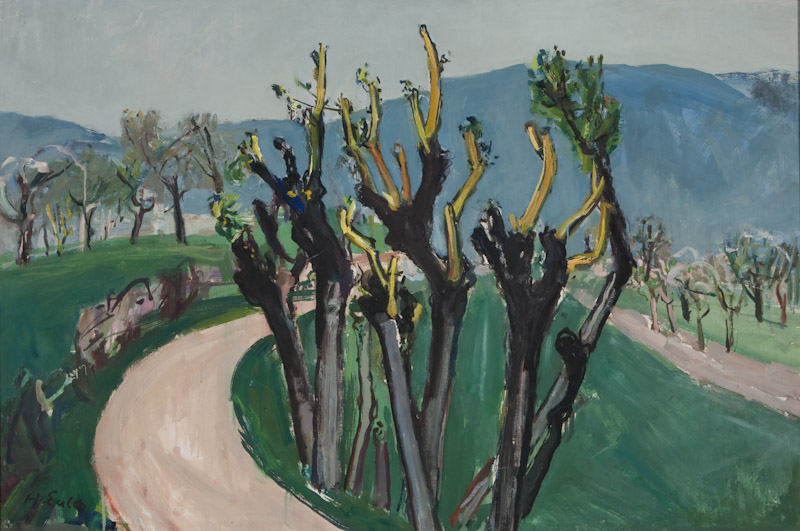
Weiden bei Eppan
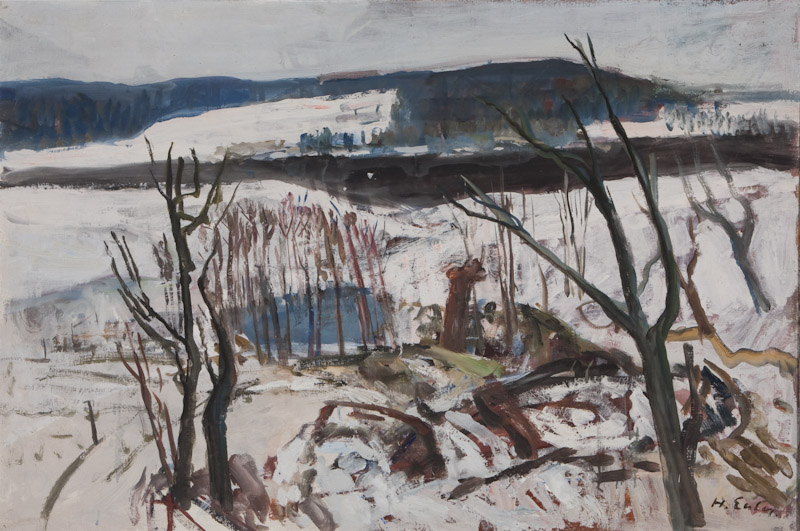
Schneeschmelze
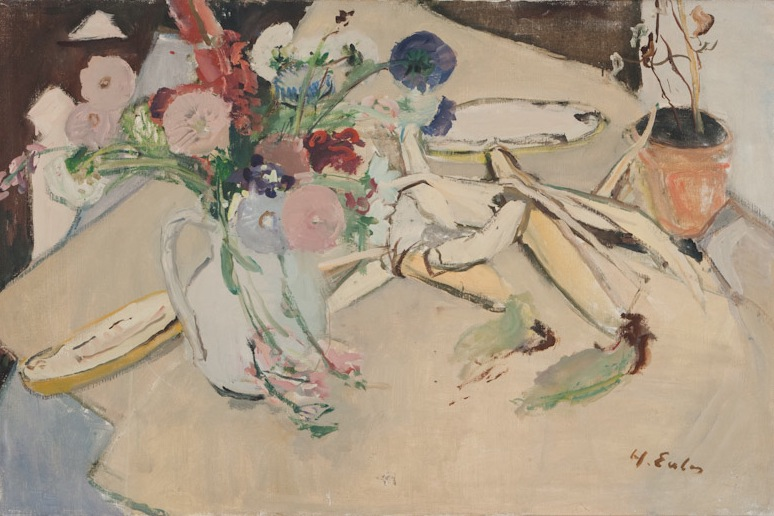
Herbststillleben
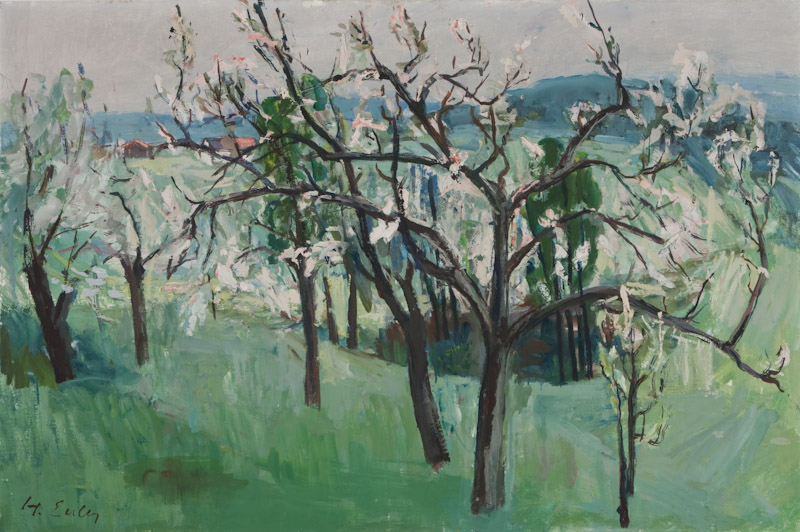
Blühende Obstbäume
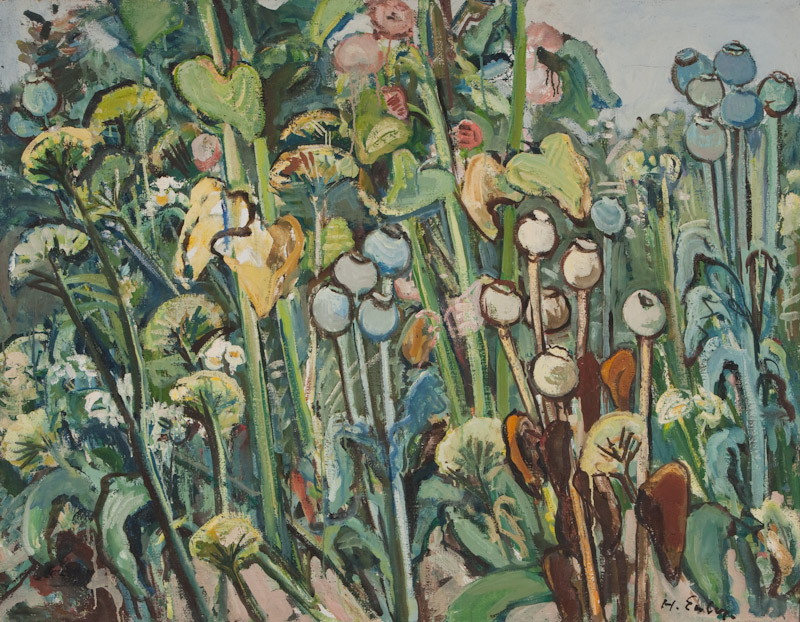
Mohn
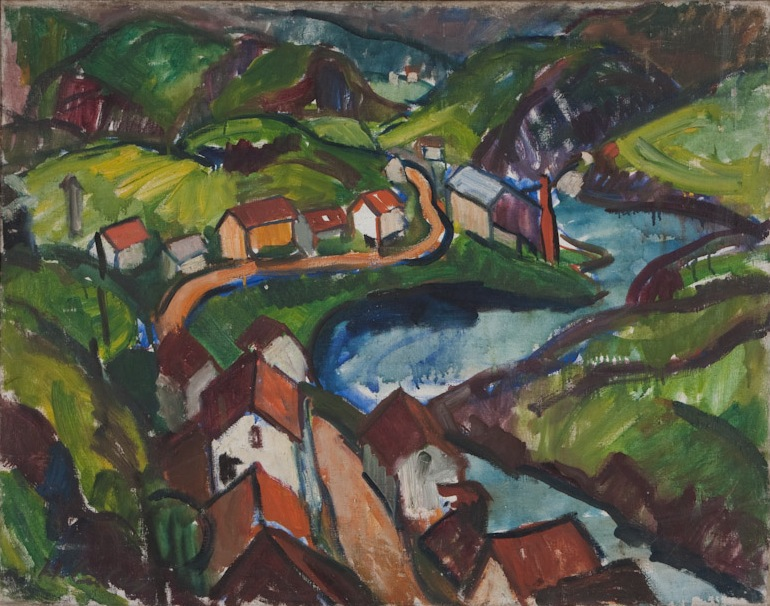
Norwegen
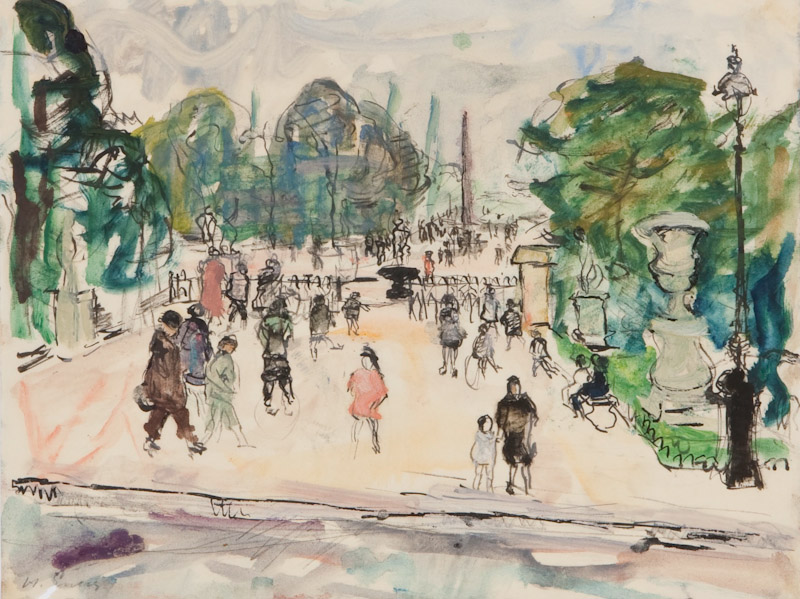
Paris Tuilerien
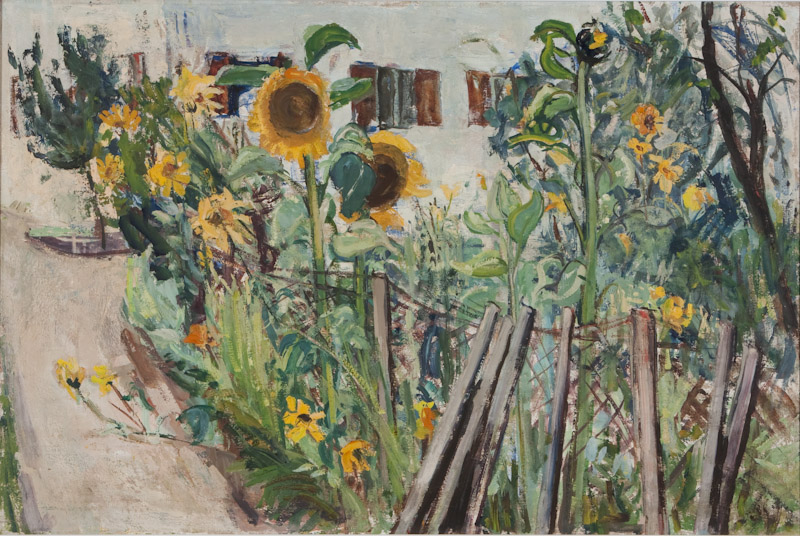
Sonnenblumen im Bauerngarten